# Niedokrwistość zakaźna koni
Niedokrwistość zakaźna koni (ang. equine infectious anaemia, łac. anaemia infectiosa equorum) w skrócie NZK – choroba wirusowa występująca u koni, kuców, osłów, mułów oraz zebr i przebiegająca z objawami gorączki, anemii oraz spadku masy ciała.

## Etiologia
Wywoływana jest przez wirus niedokrwistości zakaźnej koni (lentivirus) (ang. equine infectious anemia virus, EIAV), należący do rodziny retrowirusów (podrodzina Lentivirinae), przenoszony głównie przez owady z rodziny bąkowatych takie jak muchy końskie, much jeleniowatych oraz bąki. Mniej skutecznymi wektorami są muchy stajenne czy komary. Do zakażenia najczęściej dochodzi podczas mechanicznego przeniesienia (wkucia się) przez owada.
Oprócz owadów wektorem choroby mogą być sprzęt weterynaryjny np. narzędzia chirurgiczne uszkadzające skórę lub błony śluzowe. Ponadto do zakażenia może dojść drogą płciową – podczas kopulacji.

## Występowanie
Po raz pierwszy opisano ją we Francji w roku 1843, natomiast w XIX wieku pojawiło się wiele doniesień z wielu rejonów świata: Azji, Afryki, Ameryki, Australii oraz Europy.
W Europie choroba pojawiała się sporadycznie, głównie w Anglii, Francji oraz we Włoszech. Bardzo liczne przypadki notowano w Kanadzie oraz Stanach Zjednoczonych Ameryki – jeszcze w latach 80.
W Polsce pierwszy raz choroba została odnotowana w roku 1924. W 1960 roku w Polsce odnotowano ostatni przypadek NZK, od tego czasu kraj ten jest uznany za wolny od choroby.

## Patogeneza i objawy
Choroba może mieć postać ostrą, podostrą, przewlekłą i utajoną. U zebr najczęściej choroba występuje bez objawów. Najczęściej pojawia się latem, w środowisku zalesionym, nizinnym i bagnistym o ciepłym klimacie w postaci enzootii.
Okres inkubacji choroby może trwać od 6 do 90 dni. Czynnikami wpływającymi na pojawiające się objawy są między innymi: odporność zwierzęcia, pogoda, środowisko życia, sposobu użytkowania i stres związany z transportem.
Objawy obejmują wysoką gorączkę, która po 2–6 dniach spada by po kolejnych 3 wzrosnąć. W postaci ostrej choroby pomiędzy 5 a 10 dniem może dochodzić do śmierci zwierzęcia. Innymi objawami są: niedokrwistość, pojawienie się wybroczyn na błonach śluzowych (najczęściej na spojówkach, skrzydełkach nosowych wargach, śluzówce jamy ustnej i pochwy), osłabienie, postępujący spadek masy ciała (przy zachowanym apetycie) i ronienie u klaczy.

## Postępowanie
Niedokrwistość zakaźna koni jest chorobą nieuleczalną; ponadto brak jest skutecznych szczepionek przeciw wirusowi NZK.
Zgodnie z prawem choroba podlega obowiązkowi rejestracji.
W przypadku podejrzenia choroby wykonuje się badania laboratoryjne takie jak AGID (test immunodyfuzji w żelu agarowym) lub ELISA.